# Успенский, Михаил Николаевич
Михаил Николаевич Успенский (26 декабря 1915, Петроград — 25 октября 1998, Санкт-Петербург) — советский и российский художник-пейзажист.

## Биография
По окончании Художественно-педагогического училища в 1938 году служил на Северном флоте. Как профессиональный художник получил назначение работать в Краснофлотском драматическом театре Северного флота. В связи с тем, что сценографию в Художественно-педагогическом училище практически не преподавали, изучал театрально-декорационное искусство самостоятельно.
В 1940 стал организатором выставки «Заполярье в живописи», в которой участвовали пять художников.
Участник Великой Отечественной войны.
После демобилизации в 1946 году вернулся в Ленинград, двадцать восемь лет работал художником в Музее Арктики и Антарктики. Сотрудничал как художник также с другими музеями, устраивал персональные выставки.
В творчестве художника преобладают пейзажи, выполненные в технике темпера и цветная линогравюра. Диапазон сюжетов — от заснеженных парусников у берегов Антарктиды до пейзажей Ленинграда.
Урна с прахом захоронена в колумбарии Санкт-Петербургского крематория.

## Графические серии художника
- «Пейзажи Западной Украины», гуашь
- «Петропавловская крепость», десять линогравюр
- «Невский проспект», десять линогравюр
- «Домбай», сорок линогравюр